# Стефан Лакапін
Стефан Лакапін (бл. 910 — 18 квітня 963) — співімператор Візантійської імперії в 924⁣ — ⁣945 роках.

## Життєпис
Походив з дрібного вірменського роду. Другий син Романа Лакапіна, друнгарія флоту, та Феодори. Про молоді роки Стефана замало відомостей. Його піднесення почалося, коли батько у 919 році зумів стати імператором, а у 920 році — старшим імператором. У 924 році Стефана Лакапіна разом з молодшим братом Костянтином оголошено співімператром.
Після смерті старшого брата Христофора став разом з іншим братом Костянтин одним з володарів імперії спільно з батьком. При цьому імператора Костянтина VII було повністю відсунуто від влади, титул він мав суто номінально. 933 року Стефан Лакапін оженився на доньці якоїсь Габали Анні.
У 943 році разом з братом Костянтином переконав батька не влаштовувати шлюб між Романом II та Євфросинією, донькою доместіка схол Сходу Іоанна Куркуаса. Після брати вплинули на Романа I, щоб той восени 944 року звільнив Куркуаса з посади.
20 грудня з Костянтином влаштував змову проти свого батька, який заповів оголосити Костянтина VII старшим імператором. До змови долучилися Маріан Аргир та стратег Діоген. Романа I Лакапіна було арештовано та відправлено у заслання на острів Проте (один із Принцевих островів), де той став ченцем. Але повністю перебрати владу Стефан із Костянтином Лакапіном не зміг. Проти них виступив Лев та Барда Фоки. Тому було вирішено поділити владу між Лакапінами та Костянтином VII.
Цей тріумвірат проіснував 40 днів. 26 січня 945 року внаслідок нового заколоту Стефан разом з братом Костянтином втратив владу і титул. Їх було звинувачено у спробі отруїти Костянтина VII. Костянтина і Стефана Лакапінів було відправлено на островах Проте. Невдовзі Стефана відправлено на острів Проконнесос. Через деякий час переведено на Родос, а потім до в'язниці в місті Мітімна на острові Лесбос. Варту Стефана було посилено після невдалого заколоту 947 року, коли намагалися повернути до влади Лакапінів.
Стефан Лакапін помер у тюрмі в Мітімні у квітні 963 року. Висловлюється гіпотеза, що його було отруєно за наказом Феофани, дружини імператор Никифора II Фоки.

## Родина
Дружина — Анна
Діти:
- Роман, себастофор